# Bia (rappare)
Bianca Landrau, född 16 augusti 1991, mest känd under artistnamnen BIA och Perico Princess, är en amerikansk rappare, sångerska, låtskrivare och modell. Hon debuterade som offentlig person i realityserien Sisterhood of Hip Hop som sänds på den amerikanska TV-kanalen Oxygen. År 2017 var hon tillsammans med Victoria Monét förband till Ariana Grande på Dangerous Woman Tour, med konsert bland annat på Friends Arena i Solna. BIA är signad till RCA Records samt Pharells musikförlag "i Am Other", men har på senare tid också släppt musik mer självständigt. Den 18 oktober 2019 släppte BIA singeln ''Best on Earth'' tillsammans med artisten Russ. Artistkollegan Rihanna nämndes i låten och delade den till sin Instagram, vilket gav singeln en skjuts då den hamnade på andra plats på Itunes mest populära Hip Hop/rap-lista.
BIA bestämde sig att bli rappare efter att hon överlevt en bilkrasch. Hon upptäcktes via Youtube av sin manager Fam-Lay som även introducerade henne till Pharell. Hon har även jobbat med rappare som T.I. och sångare som Jennifer Hudson och Usher. Hennes främsta inspirationer är Jay-Z, samt Puerto Rico-sångare som Ivy Queen och Selena. Hennes framträdande på J Balvins hitsingel Safari tillsammans med Pharell och Sky hamnade på nummer 3 på Billboards Latino-Amerikanska topplista år 2016.

## Filmografi

### TV
- Sisterhood of Hip Hop (Oxygen 2014-2015, sig själv)

## Diskografi

### EP
- Nice Girls Finish Last: Cuidado (2018)[8]

### Singlar
- Whip It (2016)[9]
- Gucci Comin' Home (2016)[10]
- Badside (2017)[11]
- Fungshway (2017)[12]
- Hollywood (Från EP:n Nice Girls Finish Last: Cuidado, 2018)[13]
- One Minute Warning (2019)[14]